# Slotje Emmaus
Het Slotje Emmaus of Hoge Huis was een adellijk huis in de Nederlandse plaats Sint-Oedenrode, provincie Noord-Brabant. Op de plek van het voormalige huis staat een woning uit 1923. 

## Geschiedenis
De oudste vermelding dateert uit 1445: het huis werd toen verkocht en de akte omschreef het als een huis, erf en hof, genaamd het Hogehuis. Tot de verkoop was het huis in eigendom geweest van de adellijke familie Van Kuijck. Zij werden in 1445 opgevolgd door de familie Van Amerzoijen. In 1488 kreeg de familie Wijffelts het huis in eigendom en zij zouden het tot in de 17e eeuw in bezit houden. Het huis was oorspronkelijk onderdeel van het landgoed Ten Vehuse of Veedenhuijsen. 
Jonker Wolfgang Entevens had het huis in 1620 in eigendom. Het vererfde door een huwelijk naar Joannes Henricus Steynlaagen. In 1662 werd achter het huis een schuurkerk gebouwd voor de katholieke inwoners van het dorp. 
In 1766 kocht pastoor Jacobus Aarts het huis. Hij liet het afbreken en door een nieuw herenhuis vervangen, dat hij in gebruik nam als pastorie. Het huis kreeg toen ook de naam Emmaus.
In 1810 kreeg Johan Hendrik Adollph von Schmidt auf Altenstad het huis in bezit en hij liet het uitbreiden met een extra verdieping, een uitbouw en een poortgebouw. Hij bracht tevens kantelen aan.
Klompenmaker Jan van de Laar liet in 1923 het huis afbreken en door nieuwbouw vervangen. In de voorgevel is een herinneringssteen aangebracht met de naam van zijn zoon.

## Beschrijving
Tot circa 1600 zijn er vrijwel geen beschrijvingen van het Slotje. Alleen de verkoopakte uit 1445 meldt dat er een huis en een erf aanwezig waren. In 1609 werd gesproken van een steenen huis en vanaf 1620 wordt melding gemaakt van een omgrachting. In de 17e en 18e eeuw waren er tevens schuren en een boomgaard.
Een tekening van Hendrik Spilman uit 1730/1738 toont een woontoren met een onderkelderde vleugel. Het huis is omgracht en is via een brug en poort te bereiken. In 1766 werd dit huis afgebroken en door een herenhuis vervangen, waarbij de gracht bleef behouden. Restanten van de gracht bleven zichtbaar tot midden 20e eeuw. Het herenhuis is in 1923 afgebroken en vervangen door nieuwbouw.

### Archeologisch onderzoek
In 1994 werd een bodemsanering uitgevoerd vanwege de naastgelegen voormalige gasfabriek. Archeologisch onderzoek bracht aardewerk, losse bakstenen en een fundering aan het licht. Uit de vondsten kwam naar voren dat er al van de 10e tot in de 13e eeuw een erf aanwezig was op deze locatie. De fundering dateert mogelijk uit de 14e eeuw, net als de gracht, die via een deels gegraven beek in verbinding stond met de Dommel. Het gebouw had een dakbedekking van leisteen, later vervangen door rode dakpannen. Er zijn sporen van sloopwerk uit de tweede helft van de 16e eeuw gevonden.
Aldendriel · Asten · Barendonk · De Blauwe Kamer · Blokhuis te Leensel · Blokhuis te Liessel · Blokhuis op Ter Vloet · Bokhoven · Bouvigne · Bronkhorst · Boxmeer · Breda · Kasteel Croy · Cranendonck · De Donk (Someren) · Dommelrode · Dussen · Eckart · Eikenlust · Emmaus · Eymerick · Frisselstein · Gageldonk · Geldrop · Gemert · Groot Kasteel · Klein Kasteel · Groenendaal · De Hattert · Heeswijk · Heeze · Helmond · Henkenshage · Hooghuis op de Schouw · De Laar · Loon op Zand · Markiezenhof · Het Makken · Maurick · Meeuwen · Mierlo · Muggenheuvel · Nemerlaer · Nieuw-Herlaar · Nieuwenroy · Oijen · Onsenoort · Het Oortje · Oud Beijsterveld · Oud-Herlaar · 't Oude Huys · Rijswijk · Seldensate · Slotjes van Oosterhout · Soeterbeek · Stakenborch · Stapelen · Strijdhoef · Strijen · Tilburg · Paleis-Raadhuis · Tongelaar · Walstein · Wamberg · Het Witte Kasteel · Wouw · Zuidewijn · Zwijnsbergen